# Tulipa wendelboi
Tulipa wendelboi är en liljeväxtart som beskrevs av Matin och Iranshahr. Tulipa wendelboi ingår i släktet tulpaner, och familjen liljeväxter.
Artens utbredningsområde är Iran. Inga underarter finns listade.